# Muerte de Rodrigo Ventocilla
La muerte de Rodrigo Ventocilla ocurrió el 11 de agosto de 2022 bajo custodia policial en el Hospital General de Sanglah de Denpasar, Indonesia, tras ser detenido cinco días antes por la policía indonesia acusado de tráfico de drogas. Ventocilla se encontraba en el país asiático celebrando su luna de miel tras contraer matrimonio con Sebastián Marallano. La familia de Ventocilla, quien era un hombre trans peruano, denunció que se trata de un caso de discriminación racial y transfobia, mientras que la Cancillería de Perú mantiene el relato oficial de las autoridades indonesias.

## Rodrigo Ventocilla
Rodrigo Ventocilla Ventosilla (3 de julio de 1990 – 11 de agosto de 2022) era un economista peruano de 32 años que se encontraba estudiando un posgrado en administración pública en desarrollo internacional (MPAID) en la Escuela de Gobierno John F. Kennedy (Harvard Kennedy School) de la cual se esperaba graduar en mayo de 2023. Activista de los derechos trans, fue miembro fundador de la organización peruana Diversidades Trans Masculinas. Se licenció en Economía por la Pontificia Universidad Católica del Perú, trabajó como especialista en presupuesto público del Ministerio de Economía y Finanzas, y también como asesor del director ejecutivo del Proyecto Escuelas Bicentenario en Lima del Ministerio de Educación. Además, antes de contraer matrimonio, realizó una pasantía en Johannesburgo, Sudáfrica.

## Hechos
En mayo de 2022 Rodrigo Ventocilla contrajo matrimonio con el también activista transbisexual Sebastián Marallano en Chile, país donde es legal el matrimonio igualitario. Para celebrar el enlace matrimonial, decidieron de viaje de luna de miel ir a Bali, en Indonesia. Llegaron a su destino en vuelos separados. Rodrigo llegó el 6 de agosto al aeropuerto internacional de Denpasar en un vuelo de Qatar Airways y fue detenido por la policía acusado de tráfico de drogas por presuntamente transportar sustancias ilícitas.
Según el relato de las autoridades policiales, emitido tras el fallecimiento de Ventocilla, su detención se debió a que se detectaron residuos de marihuana entre sus pertenencias. El jefe de relaciones públicas de la policía de Bali comunicó que en su equipaje fueron halladas dos pastillas en un envase etiquetado como «Genuis» y otro paquete que contenía lo que sospecharon era brownies de marihuana. La policía manifestó que tras su detención, Ventocilla ingirió drogas no incautadas por las autoridades, y que posteriormente, el día 8 de agosto por la noche, Ventocilla sufrió una descompensación y empezó a vomitar por lo que fue trasladado al hospital de Bhayangkara para recibir atención médica. En la madrugada del 9 de agosto, empezó a convulsionar por lo que fue trasladado al Hospital General de Sanglah, donde no pudieron estabilizarlo por, según el personal sanitario, sus antecedentes médicos. Rodrigo Ventocilla falleció a las 15:10 del jueves 11 de agosto. El resultado de la autopsia, practicada una semana después, determinó que falleció por fallo renal, hepático y del sistema nervioso. Según el periódico The Bali Sun, la policía de Bali ha iniciado una investigación sobre «la muerte de una mujer peruana», pero no aclaró si el enfoque iba dirigido al supuesto tráfico de drogas o su fallecimiento bajo custodia policial.
El día 12 de agosto, el decano Douglas W. Elmendorf y la decana sénior de programas de grado y asuntos estudiantiles, Debra E. Isaacson, comunicaron el fallecimiento de Rodrigo Ventocilla a la comunidad estudiantil de la Harvard Kennedy School, manifestando su pésame a la familia, la labor de Ventocilla como activista de los derechos LGBTQ, y convocando una reunión por su memoria.
El martes 23 de agosto, la familia de Ventocilla publicó un comunicado dirigido al Ministerio de Relaciones Exteriores denunciando los hechos y el desamparo que sufrieron por parte de las autoridades consulares en la atención del caso. En el comunicado se informó que Marallano, al llegar a Indonesia en un vuelo separado, también fue detenido al intentar prestar ayuda a su cónyuge, y que también fue hospitalizado tras su detención. Ese mismo día el decano Elmendorf, firmó otro comunicado apoyando a la familia de Ventocilla y Marallano y haciendo un llamado para el pronto esclarecimiento de los hechos. La familia también exigió la realización de una autopsia independiente.
Según la familia, las pastillas que la policía incautó entre las pertenencias de Ventocilla correspondían a un tratamiento farmacológico con prescripción médica, y que estaba correctamente documentado. Además, entre otras irregularidades, la familia denunció que las autoridades exigieron sumas de dinero para la liberación de los cónyuges que fueron aumentado hasta los 200.000 dólares (100 mil por cada uno), que ambos detenidos sufrieron violencia por parte de la policía, que les fue negada la asistencia jurídica por parte de los abogados contratados por la familia y que las autoridades indonesias no permitieron el acceso de familiares y compañeros de posgrado de Ventocilla que acudieron al hospital a prestar su ayuda. El día 8 de agosto perdieron la comunicación con los detenidos. Al día siguiente fueron informados sobre la hospitalización de ambos. También denunciaron el desamparo del cónsul peruano en Indonesia, Julio Eduardo Tenorio Pereyra, y que no se comunicó con ellos, a pesar de las llamadas y mensajes, hasta conocerse la noticia del fallecimiento de Ventocilla.
Sebastián Marallano permaneció detenido tras la muerte de su esposo. Fue liberado y pudo retornar al Perú el 17 de agosto gracias a una campaña de donaciones y de denuncia por redes sociales organizada por la familia, diversas asociaciones en favor de los derechos LGBT y activistas de los derechos humanos. Los restos de Rodrigo no pudieron ser repatriados inmediatamente debido a innumerables trabas burocráticas, lo cual generó más contratiempos para las investigaciones y en especial, para la defensa del caso. Su sepultura yace en el cementerio Jardines de la Paz en Lima, Perú.
El 24 de agosto, la Cancillería peruana emitió un comunicado por la detención de ambos cónyuges y el fallecimiento de Rodrigo Ventocilla, apoyando la versión de los hechos relatada por las autoridades indonesias. Además informó que el Consulado si prestó asistencia y seguimiento del caso, a pesar de que la familia lo niega. Además, el comunicado descarta cualquier crimen de odio, y recuerda tolerancia cero respecto a la posesión de drogas en Indonesia.

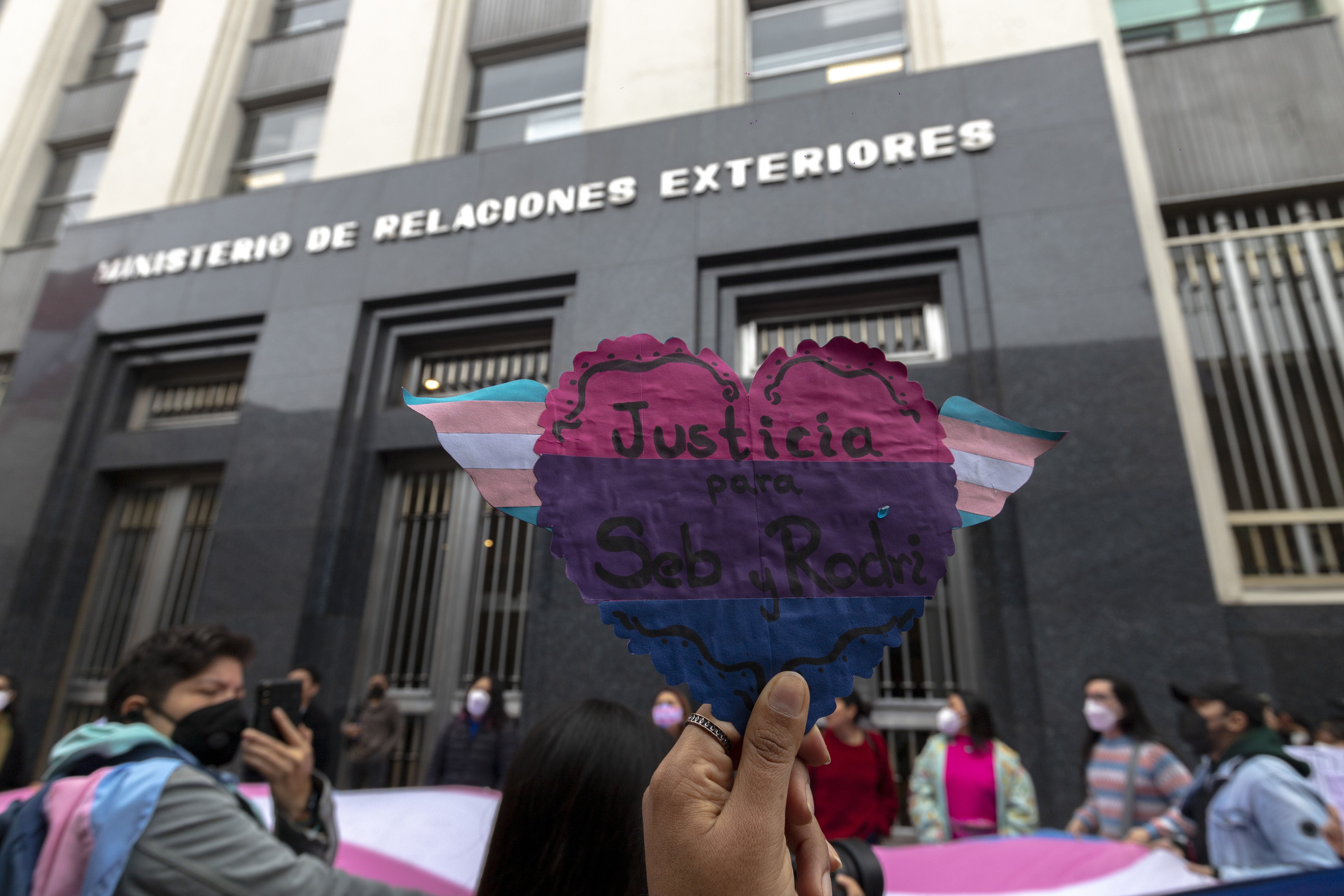
Protestas frente a la sede de la Cancillería de Perú, 26 de agosto.

El 26 de agosto la comunidad trans convocó una protesta frente a la sede la Cancillería peruana en el jirón Lampa, bajo los lemas y hashtags #JusticiaParaSebyRodri y #CuandoUnTransMuereNuncaMuere. Paralelamente, Julio Arbizu, Ronald Gamarra y Brenda Álvarez, abogados de la familia anunció acciones legales contra los funcionarios consulares de Indonesia y una disculpa por el comunicado de la Cancillería. Susana Chávez, presidenta de Promsex, se pronunció en contra del comunicado de la Cancillería.
El 28 de agosto se realizó una vigilia frente a la Embajada de Indonesia en Lima. Dos días después, la misión diplomática del gobierno indonesio en Perú emitió un comunicado reafirmando la versión oficial de su gobierno.